# Nova Zelândia nos Jogos Olímpicos de Inverno de 1992
A Nova Zelândia competiu nos Jogos Olímpicos de Inverno de 1992, realizados em Albertville, França.